# Xanthoparmelia curnowiae
Xanthoparmelia curnowiae är en lavart som beskrevs av Elix. Xanthoparmelia curnowiae ingår i släktet Xanthoparmelia och familjen Parmeliaceae.   Inga underarter finns listade i Catalogue of Life.